# Száli frankok

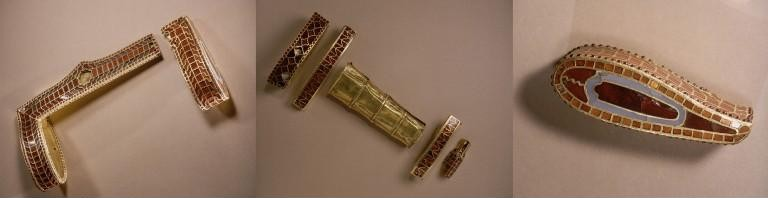
I. Childerich frank király kardjának darabjai

Száli frankok (avagy: száliak, nyugati frankok) a megnevezése a frankok egyik önálló törzsrészének a 4. század körül. Eredetileg az Alsó-Rajna-vidéktől az IJssel-tó melletti Sallandig terjedő területen éltek, majd Toxandriában és később a Hennegau grófság területén lévő Tournai térségébe telepedtek meg.
Hagyományosan száli frank eredetűnek tartják a Merovingok királyi dinasztiáját, mely az 5. és 6. században az összes frank törzsrészt egyesítve alávetette a környező területeket, létrehozva ezáltal Franciaországot. Az ókori források a száli frankokat „száliak” (Salii) néven említik. A későközépkori Száli uralkodó nemzetséghez nincs közük.
A régebbi kutatások azt feltételezték, hogy a száliak a ripuári frankok (Ripuarii) mellett egy frank főtörzset képeztek. E kétpólusú feltevés alapján magyarázták a két törvényhozást, és ebből eredeztették a két külön törvényhozást (Lex Salica és Lex Ripuaria). Ezt a feltevést ma már nem tartják helytállónak, sőt már a száli etnikai egységet is vitatják, vagy éppen tagadják annak meglétét. A „száliak” vélhetőleg nem egy törzs megnevezése volt, hanem különböző római írók által használt (etnikailag félremagyarázott) megjelölése bizonyos frank kíséreteknek.

## A név eredete
A „száli” szó eredetére több feltételezés is létezik, de az megállapítható, hogy Mars Salii-ként is említett táncoló papjaihoz nincs köze. Azon teóriák alapján, miszerint a száliak már a Római Birodalom területén kívül is törzsként léteztek, a szó az Ijssel folyó nevéből eredhet, amit a rómaiak (többek között) Salaként ismertek. A folyó mentén lehetett a száliak eredeti központja. A terület mai neve Salland.
Lehetséges, hogy a germán saljon szóból ered, aminek a jelentése barát, bajtárs és arra utalhat, hogy eredetileg egy szövetséget jelölt. Ebben az esetben a szó már a Római Birodalom területén való megtelepedés utánról származhat, vagy a folyó/régió kapta a nevét a betelepülők után.

## Megtelepülés Toxandria területén
A száliak első írásos említése 357-ből származik és eredetileg a mai Overijssel holland provinciában lévő, ő utánuk elnevezett Salland régióra vonatkozik. 358-ban délnyugati irányban átlépték a Rajnát és Batávián át betörtek a Római Birodalom területére. 
A rómaiak sikeresen tudtak védekezni a frank betörésekkel szemben. Ahelyett, hogy a nyugati irányba előretört frankokat elűzték volna, a későbbi Juliánusz császár (ekkor még Caesar minőségben, azaz alcsászárként II. Constantinus alatt) 358-ban engedélyezte számukra, hogy letelepedjenek Toxandria vidékén, Belgica II (Gallia Belgica) tartomány ekkoriban ritkán lakott területén. (Toxandria a mai Észak-Brabant területével egyezett meg, akkori nevét a mérgező tiszafa után kapta.) Itt a frank harcosok a rómaiak hadi szolgálatában álltak. A frankoknak ez a része, akiket ettől kezdve száli frankoknak neveztek, a keletebbre, a Rajna jobb oldalán megtelepedett frankoktól hosszabb időre el lett különülve térben. A száli frankok rómaiak által előrevitt integrációja annyiban eredményesnek bizonyult, hogy csaknem száz éven át béke honolt a területükön. Ezzel szemben újra és újra összecsapások voltak a rajnai frankok és a rómaiak között.
Toxandriában a száli frankok az 5. század elejéig maradtak. Az nem ismert, hogy a többi frank törzs hadi vállalkozásaiban részt vettek-e. A későbbi források az 5. század elején említenek egy Faramund nevű királyt, aki azonban mondai alaknak számít és nem bizonyítható, hogy történelmi személy lett volna.

## Megtelepedés Cambrai és Tournai közelében

A száli frankok (sárgával jelölve) áttelepedése Toxandria és Betuwe (Batavia) területéről Tournai környékére

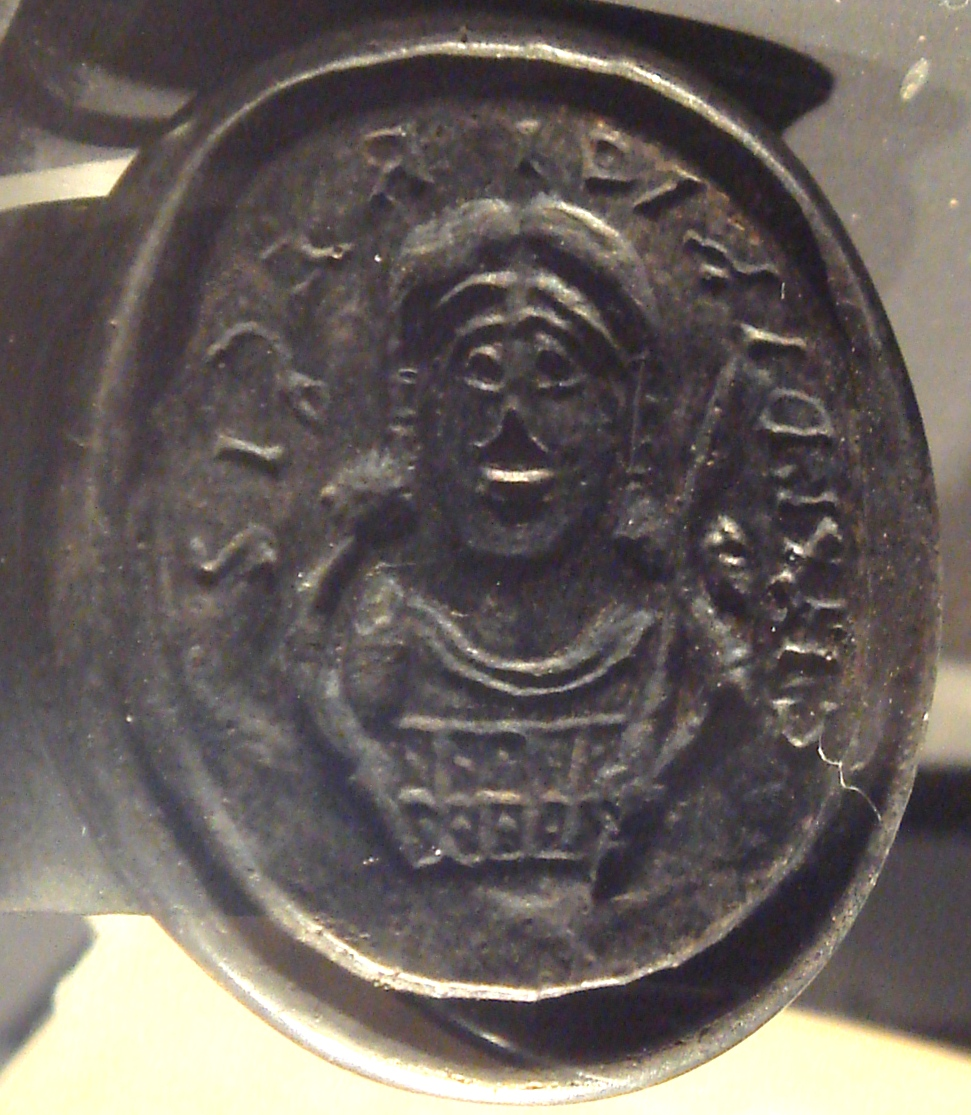
I. Childeric király pecsétgyűrűje a Tournai-ban feltárt sírjából, rajta a CHILDERICI REGIS felirattal

440-től a száli frankok Chlodio királyuk vezetésével a Kohlenwaldon át nyugatnak, Arras és Cambrai irányába törtek előre. Aetius 448-ban le tudta őket győzni, de szövetségesként (foederati) engedélyezte számukra, hogy az új szálláshelyeken, a Somme és a Schelde közötti területen maradhassanak. Itt több száli franknak nevezett kiskirályság jött létre. Az egyik ilyen Tournai-ban volt – ahol Merovech és fia I. Childerich is tanúvallomást tett, egy másik Cambrai közelében volt, és volt még legalább egy harmadik is az e kettő közötti területen, melynek pontos helye nem ismeretes. Ezek a száli frankok harcoltak a catalaunumi csatában a rómaiak oldalán. Az Aetius-szal kötött szerződéseik érvényben maradtak annak 454-ben bekövetkezett haláláig, illetve III. Valentinianus római császár 455-ös haláláig.

## Nagyhatalommá válás
A száli frank I. Childerich kiskirály római szolgálatban a Belgica II (Belgica Secunda) tartomány egyik katonai körzetéért lett felelős, mint szövetséges parancsnok. A római Aegidius oldalán harcolt a Loire torkolatánál megtelepedett nyugati gótok ellen. A szűkös források miatt nem lehet meghatározni Childerich viszonyát Aegidiushoz, aki 462-463 folyamán fellázadt a nyugatrómai kormányzat ellen. Lehetséges, hogy egymás riválisai is voltak. Római parancsnoki rangjának köszönhetően Childerich a többi száli frank király fölé emelkedhetett. Fia, I. Klodvig örökölte meg a pozícióját 481-ben vagy 482-ben és véglegesen keresztül tudta vinni akaratát a többi száli frank kiskirállyal szemben, így Ragnacharral és Chararich-hal szemben, ennek köszönhetően pedig a száli frankok egyetlen királyává vált. Hozzálátott délnyugati irányban kiterjeszteni a hatalmát és ennek során 486-487-ben legyőzte a nagyhatalmú Syagrius római hadvezért. Klodvig később sikeresen keresztülvitte az akaratát a Rajna-menti frankoknál is és az eddig még független Francia Rhinensist az uralma alá tudta vonni. A Rajna-menti frankok pajzsra emeléssel királyukká választották Klodvigot, ezzel a frank törzsek mind egy birodalomban egyesültek. Ez után már az 5. század közepétől eltűnt a mai kutatások számára „ködösként” aposztrofált törzse a száli frankoknak.

## Száli frank uralkodók
- Chlodion 5. század második negyede
- Merovech 455 vagy 460 körül
- I. Childerich 457/63–482
- Ragnachar 5. évszázad vége
- Chararich 5. évszázad vége

## Fordítás
- Ez a szócikk részben vagy egészben  a   Salfranken című német Wikipédia-szócikk ezen változatának fordításán alapul.  Az eredeti cikk szerkesztőit annak laptörténete sorolja fel. Ez a jelzés csupán a megfogalmazás eredetét és a szerzői jogokat jelzi, nem szolgál a cikkben szereplő információk forrásmegjelöléseként.

## Forrás
- Ludwig Schmidt: Aus den Anfängen des salfränkischen Königtums. In: Klio 34 (1942), 306–327. o.
- Matthias Springer: Gab es ein Volk der Salier?  In: Nomen et gens. Zur historischen Aussagekraft frühmittelalterlicher Personennamen, Berlin 1997, 59–83. o.
- Hermann Reichert, Helmut Reimitz: Salier. In: Reallexikon der Germanischen Altertumskunde (RGA). 2. Auflage. Band 26, Walter de Gruyter, Berlin/New York 2004, ISBN 3-11-017734 X, 343–348. o. (Korlátozott nézet Google-könyveknél)
- Eugen Ewig: Die Merowinger und das Frankenreich. 5. aktualisierte Auflage. Kohlhammer, Stuttgart 2006, ISBN 3-17-019473-9.
- Ludwig Rübekeil: Frühgeschichte und Sprachgeschichte in den Niederlanden. In: Elvira Glaser, Marja Clement (Hrsg.): Niederlandistik und Germanistik im Kontakt: Jelle Stegeman zum Abschied (= Amsterdamer Beiträge zur Älteren Germanistik, Band 71). Rodopi, Amsterdam/New York 2014, 53–98. o. (korlátozott előnézet a Google Könyvekben); Online verzió (teljes), Universität Zürich, (PDF; 740 kB, oldalszámozás nélkül).